# Долесова, Евдокия Митрофановна
Евдокия Митрофановна Долесова (3 марта 1926 — 3 января 2007) — передовик советской чёрной металлургии, оператор цеха бесшовных труб Днепропетровского трубного завода имени Ленина Днепропетровского совнархоза Днепропетровской области, Герой Социалистического Труда (1960).

## Биография
Родилась в 1926 году в городе Днепропетровск, в семье рабочих.
В 1941 году завершила обучение в школе. В период Великой Отечественной войны проживала на оккупированной территории. С 1943 года работала вольнонаёмной в эвакогоспитале №3642. Здесь трудилась до окончания войны.
В 1946 году вернулась в Днепропетровск. Стала работать на трубном заводе имени Ленина, рабочей в цехе бесшовных труб. В 1950 году завершила обучение на курсах операторов прошивного стана. Стала трудиться по этой специальности. Постоянно находилась в числе передовиков производства.
Указом Президиума Верховного Совета СССР от 7 марта 1960 года за получение высоких показателей в чёрной металлургии и в честь празднования Международного женского дня Евдокии Митрофановне Долесовой было присвоено звание Героя Социалистического Труда с вручением ордена Ленина и медали «Серп и Молот».
Продолжала трудиться на заводе до выхода на заслуженный отдых в 1974 году.
Проживала в городе Днепропетровске. Умерла 3 января 2007 года, похоронена на аллее Героев Комсомольского кладбище.

## Награды
За трудовые успехи была удостоена:
- золотая звезда «Серп и Молот» (07.03.1960)
- орден Ленина (07.03.1960)
- Медаль «За победу над Германией в Великой Отечественной войне 1941—1945 гг.»
- другие медали.